# Коротков Володимир Вікторович
Володимир Вікторович Коротков (23 квітня 1948, Москва — 14 червня 2025) — радянський тенісист і тенісний тренер, заслужений майстер спорту СРСР. Триразовий чемпіон СРСР з тенісу в одиночному і чоловічому парному розряді, переможець Вімблдонського турніру і чемпіонату Франції серед юнаків, переможець виставкового тенісного турніру Олімпійських ігор в Мехіко в змішаному парному розряді (з Зайгой Янсоне).

## Спортивна кар'єра

### Ігрова кар'єра
Володимир Коротков почав грати в теніс з п'яти років. Рідним клубом для нього став ЦСКА, а першим тренером була Тамара Дубровіна . Пізніше тренувався у В. А. Клейменова і Є. В. Корбута . Закінчив Державний центральний інститут фізичної культури .
У 1963 році Володимир став переможцем Всесоюзних юнацьких змагань в змішаному парному розряді з Мариною Чувиріною . На наступний рік він став чемпіоном СРСР у чоловічому парному розряді і вийшов в перший з трьох поспіль фіналів юнацького турніру Вімблдону, поступившись в ньому єгиптянинові Ізмаїла ель-Шафею. У 1965 році він вже виграв юнацький Вімблдонський турнір, а через рік повторив свій успіх на Вімблдоні і додав до нього звання чемпіона Франції серед юнаків. У 1966 році він також завоював свій другий титул чемпіона СРСР в парному розряді .
У 1967 році в складі збірної Москви Коротков став переможцем Спартакіади народів СРСР. На наступний рік він був включений до складу радянської делегації на Олімпійських іграх в Мехіко . В цей час теніс в Олімпійській програмі був представлений тільки показовим і виставковим турнірами, і Коротков, який виграв виставковий турнір в міксті з Зайгой Янсон, який отримав третє місце в одиночному і чоловічому парному розряді, не має офіційного звання Олімпійського чемпіона. У 1969 році Коротков став чемпіоном Європи в міксті .
Надалі Коротков неодноразово ставав фіналістом чемпіонату СРСР в парному розряді (в останній раз в 1979 році), а в 1970 році дійшов до фіналу в змішаних парах. У 1977 році він завоював звання чемпіона СРСР в одиночному розряді, перемігши у фіналі Вадима Борисова . На його рахунку по три перемоги у Всесоюзних зимових змаганнях в чоловічому і змішаному парному розряді. Виступаючи за ЦСКА, Коротков чотири рази завойовував командний Кубок СРСР. З 1966 по 1977 рік він постійно входив в десятку найсильніших тенісистів СРСР, в 1973 році піднявшись в національному рейтингу до третього місця.
На міжнародній арені Володимир Коротков найбільш успішно виступав в любительських змаганнях. Крім перемоги на чемпіонаті Європи в міксті, він п'ять разів вигравав річний міжнародний турнір Федерації тенісу СРСР в чоловічих парах і один раз в міксті, а аналогічний зимовий турнір по два рази вигравав в одиночному і змішаному парному розряді . Коротков провів з 1969 по 1974 рік 21 гру в складі збірної СРСР в Кубку Девіса, здобувши 10 перемог. В останній рік своїх виступів у збірній він виграв з нею Європейську зону і поступився потім індійцям в Міжзональний турнірі . У відкритих турнірах найзначнішими його успіхами були виходи в четверте коло Відкритого чемпіонату Італії (в 1969 році, після перемог над Чарлі Пасареллом і Оуеном Девідсоном, і в 1973 році, після перемоги над Клиффом Річі). У турнірах Великого шолома його кращим результатом був вихід до третього кола на Вімблдоні 1968 року .

#### Стиль гри
Сильними сторонами гри Короткова були впевнений і стабільний прийом, а також вміла і непередбачувана гра з льоту, що робила його особливо цінним партнером у парних змаганнях. На корті його відрізняла витривалість, яка давала можливість йому діяти активно протягом всього матчу .

### Тренерська кар'єра
Після закінчення активних виступів Володимир Коротков став тренером. З 1981 до 1993 р. він обіймав посаду тренера-викладача в різних спорттовариствах, потім в 1993- 1994 роках був тренером Московської тенісної академії. З 1994 по 1996 рік, до виходу на пенсію, він займав пост менеджера зі спортивних програм АТЗТ «Система глобальних засобів масової інформації».
У визнання заслуг Короткова перед радянським тенісом йому було в 1991 році присвоєно звання «Заслужений майстер спорту СРСР». Надалі його кандидатура регулярно висувалася на включення в списки Залу російської тенісної слави в номінації «Гравці і діячі тенісу другої половини XX століття». У 2014 році він нарешті переміг у цій номінації.